# Madras Literary Society
La Madras Literary Society (Société littéraire de Madras) est une société savante située à Madras en Inde, qui a été fondée en 1817 et qui devint en 1830 une branche de la Royal Asiatic Society. Elle a été créée par John Henry Newbolt, président de la Cour supérieure de justice de Madras, avec Benjamin Guy Babington.
La Société publiait une revue appelée les Transactions of the Literary Society of Madras, qui prendra en 1833 le nom de Journal of Literature and Science (de Madras). Ses premiers membres étaient en majorité des Européens ; le premier Indien à y être admis fut Kavali Lakshmayya, qui a travaillé avec Colin Mackenzie. La revue a cessé de paraître en 1894. Dans cette revue furent publiées des études approfondies sur la géologie, la météorologie, la faune, la flore, la culture et l'histoire. Parmi ses principaux contributeurs se trouvaient Thomas C. Jerdon et Walter Elliot.
La bibliothèque gérée par la Madras Literary Society est la plus ancienne bibliothèque publique de la ville et l'une des plus anciennes d'Inde.
Le musée gouvernemental de Madras fut créé comme une extension de la bibliothèque de la société, alors hébergée dans un bâtiment de grès rouge du département de l'Instruction publique à Nungambakkam, avant de déménager dans ses locaux actuels, situés à Egmore.